# Gemeine Ochsenzunge
Die Gemeine Ochsenzunge (Anchusa officinalis) ist eine Pflanzenart aus der Gattung der Ochsenzungen (Anchusa). Sie wird auch Gewöhnliche Ochsenzunge oder einfach Ochsenzunge genannt; weniger gebräuchlich sind die Trivialnamen Liebäugel oder Blutwurz. Sie ist in Europa verbreitet und wurde in der Vergangenheit gelegentlich als Heilpflanze verwendet.

## Beschreibung

### Erscheinungsbild und Laubblatt
Die Gemeine Ochsenzunge ist eine zweijährige bis ausdauernde, krautige Pflanze, die Wuchshöhen von meist 30 bis 70 (20 bis 100) Zentimetern erreicht. Sie verfügt über eine kräftige, bis zu 1,2 Meter tiefgehende, von schwarzen, faltigen Ringen bekleidete Pfahlwurzel. Die Sprossachse ist frischgrün bis bläulichgrün und dicht mit auf kleinen Knötchen sitzenden, wenig starren, abstehenden Haaren besetzt. Der Stängel ist meist einfach und besitzt nur in den oberen Blattachseln sterile Kurztriebe und Verzweigungen des Blütenstandes.
Von den wechselständig und spiralig angeordneten Laubblättern sind nur die unteren deutlich gestielt, die oberen sind sitzend und mehr oder minder stängelumfassend. Die Blattspreiten sind lanzettlich bis fast linealisch und zwischen 5 und 10 Zentimeter (die grundständigen bis über 20 Zentimeter) lang und 1 bis 2 Zentimeter (selten ab 0,5 Zentimeter, die grundständigen bis 3,5 Zentimeter) breit; sie werden nach oben hin kleiner. Die Blattspitzen sind kurz zugespitzt. Der Blattrand ist ganzrandig oder häufiger etwas wellig und mehr oder minder ausgebuchtet bis ausgebissen gezähnelt. Die Blattspreiten sind beidseitig gleichmäßig behaart, die Seitennerven sind undeutlich. Die Laubblätter sind namensgebend für die Ochsenzunge.

### Blütenstand, Blüte und Frucht

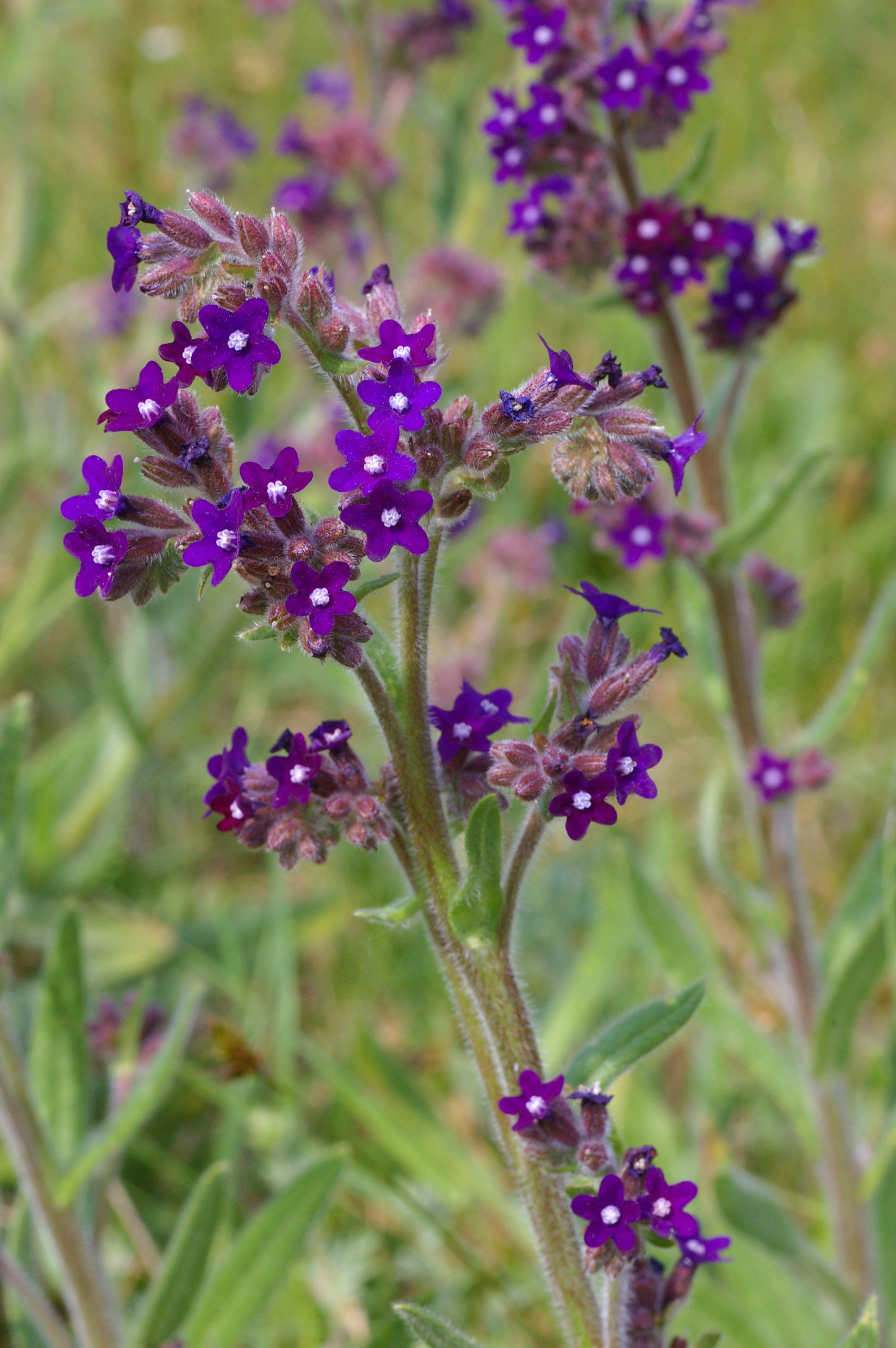
Blütenstand

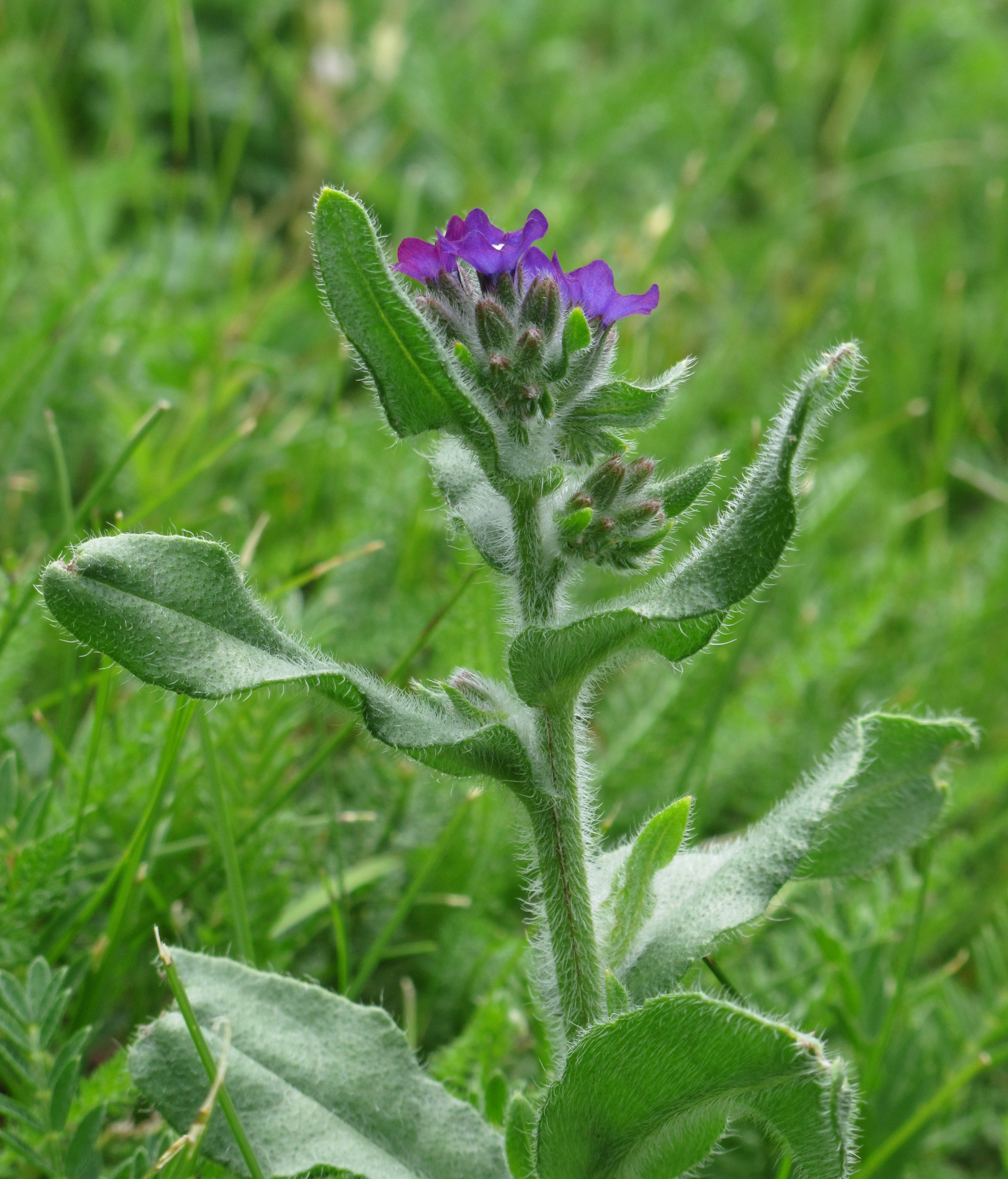
Blütenstand

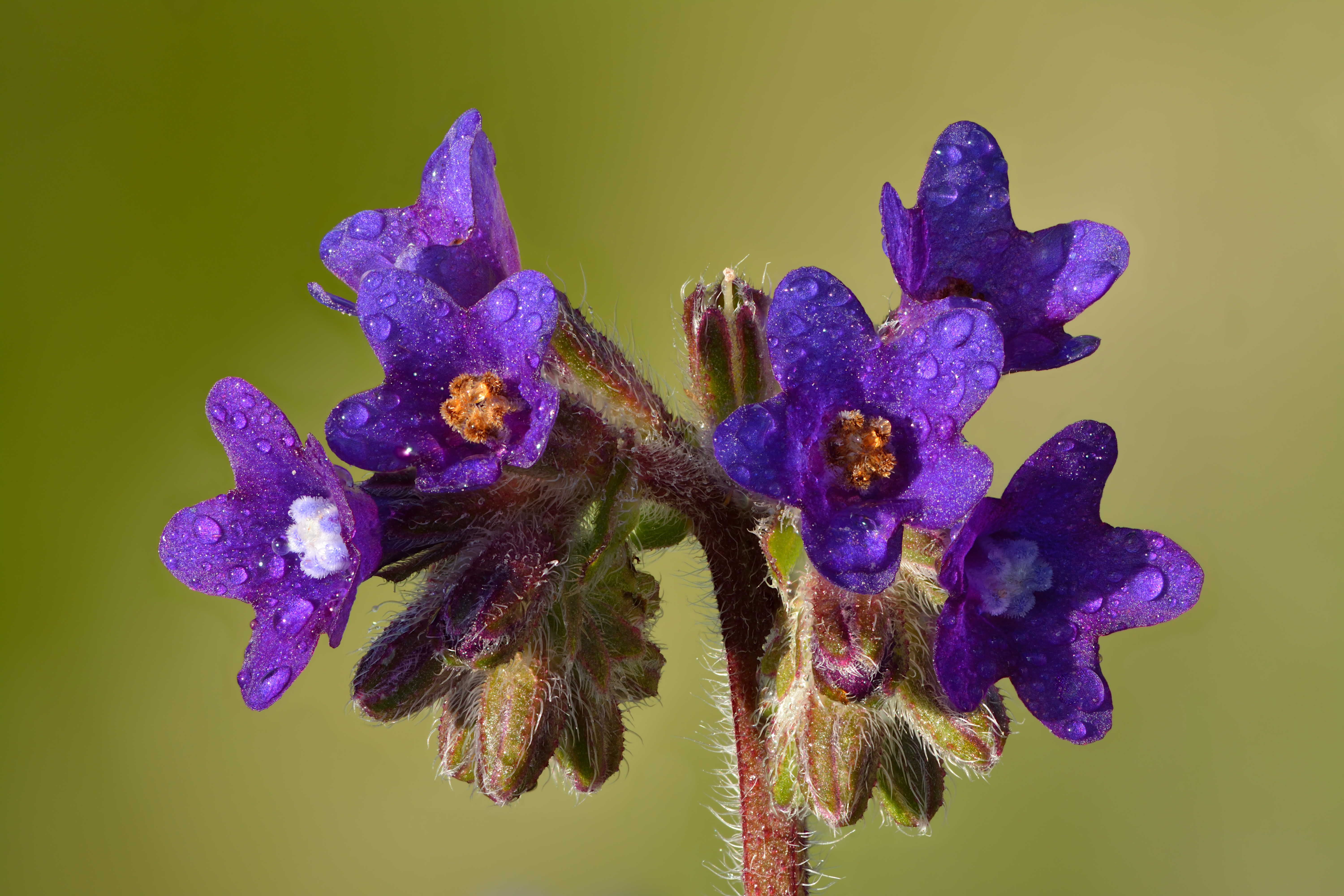
Ausschnitt eines Blütenstandes mit Blüten im Detail

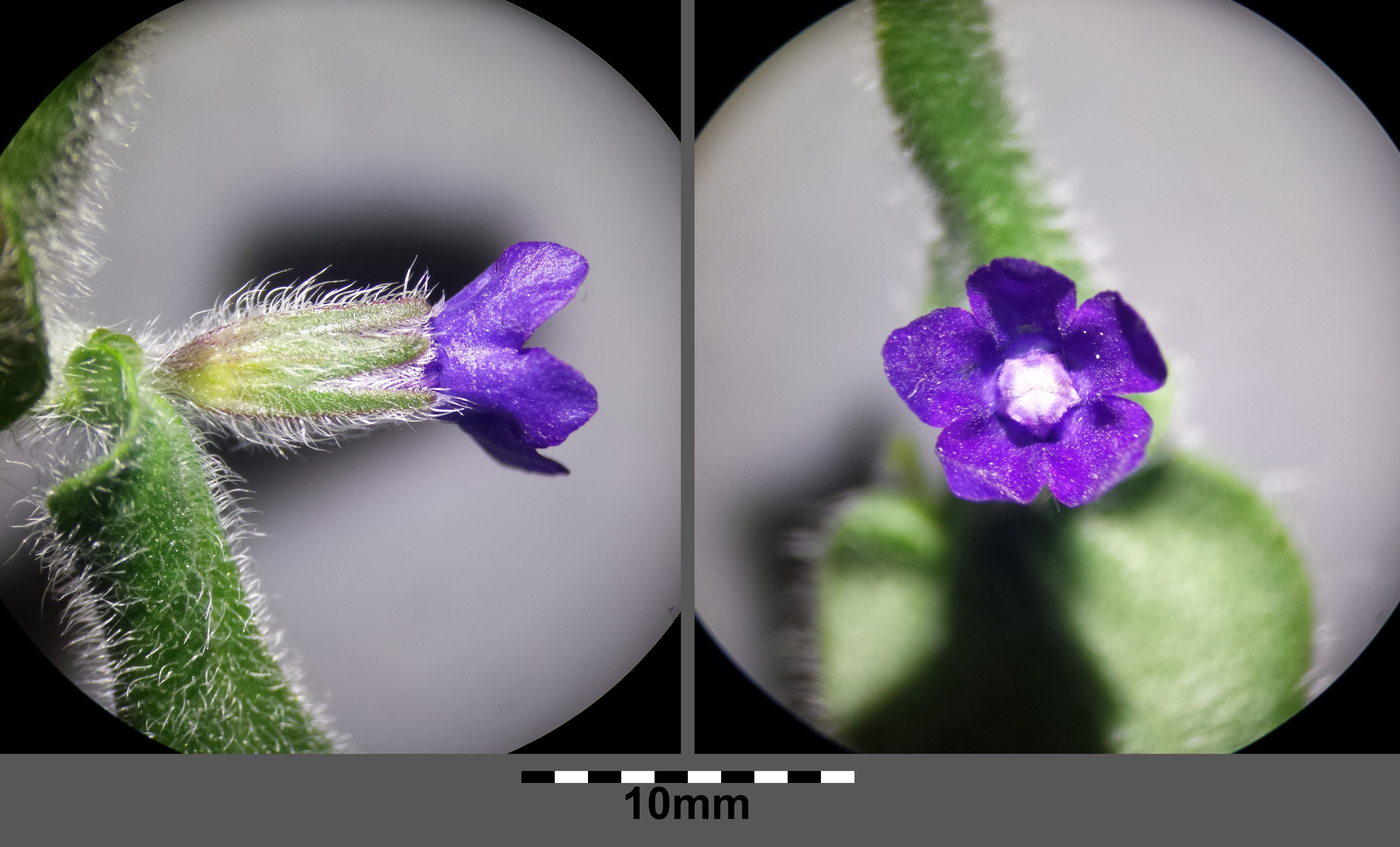
Blüte

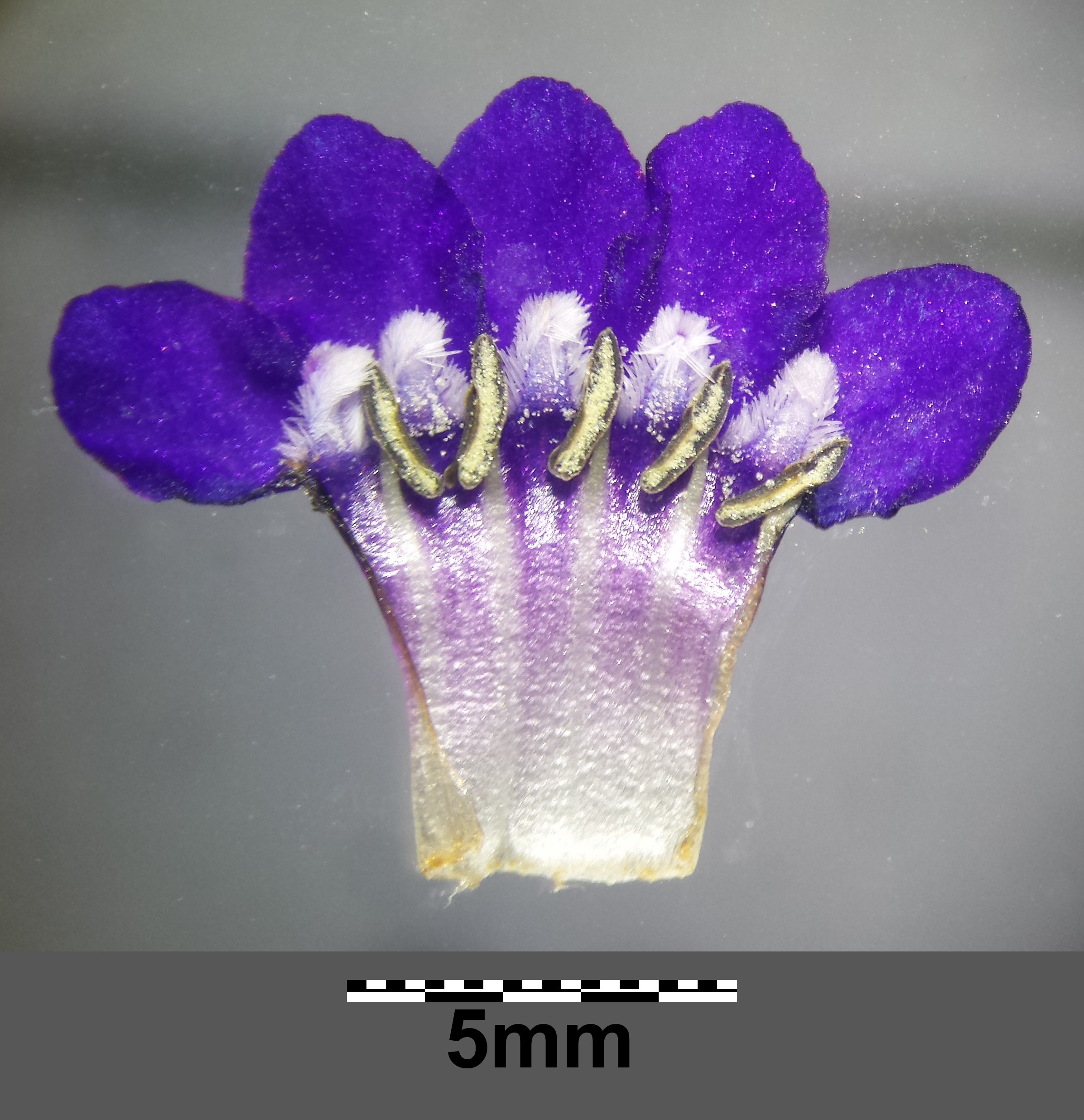
Kroneninnenseite mit Staubblättern und Schlundschuppen

Der insgesamt pyramidenförmige, oft stärker verzweigte, rispenähnliche Gesamtblütenstand besteht aus kurz, aber deutlich gestielten, beblätterten Doppelwickeln, die dicht mit vielen Blüten besetzt sind und sich nach der Blüte stark verlängern. Die Blüten sind fast sitzend.
Die zwittrigen Blüten sind fünfzählig mit doppelter Blütenhülle. Die fünf Kelchblätter sind zur Blütezeit etwa 5 Millimeter, zur Fruchtreife etwa 7 Millimeter lang und bis über die Mitte hin in lanzettliche bis linealische, rau behaarte, dauernd zusammenhängende Zipfel gespalten. Die Krone ist 1 bis 1,5 Zentimeter lang und zwischen 5 und 9 Millimeter breit. Die Farbe der Kronblätter ist anfangs karminrot und verfärbt sich dann nach dunkel-blauviolett oder ist sehr selten weiß. Die fünf Kronblätter sind zu einer weiten, im Schlund etwas engeren, den Kelch leicht überragenden Kronröhre verwachsen, die sich in dreieckig-eiförmige, am Rand grob papillöse, weiße Schlundschuppen und fast kreisrunde Lappen öffnet. Staubblätter und Griffel sind in die Kronröhre eingeschlossen.
Die Klausenfrüchte zerfallen in vier Teilfrüchte. Die hellbraunen Klausen sind 3 bis 4 Millimeter lang, schief eiförmig, wulstig-runzelig und fein warzig. Das Elaiosom ist eine schwach vortretende, ringförmige Pseudostrophiole.

### Chromosomenzahl
Die Chromosomenzahl beträgt 2n = 16.

## Ökologie
Der Farbwechsel der Blütenkrone von karminrot beim Aufblühen nach einfarbig dunkelviolett als Subtraktionsfarbe in Vollblüte erklärt sich dadurch, dass die Epidermis roten Zellsaft besitzt, das darunter liegende Mesophyll blauen.
Es liegt Verschiedengriffligkeit oder Heterostylie vor. Der Schlund der Blütenkrone wird durch die gleichzeitig als Saftmal dienenden Hohlschuppen fest verschlossen, wodurch Fliegen (Brachycera) und Ameisen (Formicidae) der Zugang zum Nektar verwehrt wird. Als Besucher wurden regelmäßig Echte Bienen (Apidae), einige Schmetterlinge (Lepidoptera) und Systoechus sulphureus, ein Wollschweber (Bombyliidae), beobachtet. Bei ausbleibender Insektenbestäubung findet Selbstbestäubung statt.
Die Verbreitung der Nüsschen durch Ameisen (Lasius niger und Formica-Arten) ist experimentell nachgewiesen.
Die Gemeine Ochsenzunge wird häufig von dem Rostpilz (Pucciniales) Puccinia dispersa befallen. Auch verschiedene Gallmücken (Cecidomyiidae) befallen die Pflanzen und führen zu verkrüppelten Blüten.
Die Gemeine Ochsenzunge ist eine Futterpflanze für die Raupen der Eulenfalter Grüne Beifuß-Erdeule und Gelbfleck-Waldschatteneule.

## Vorkommen
Die Gemeine Ochsenzunge ist im östlichen Mitteleuropa ein allgemein verbreiteter Archäophyt, weiter im Westen meist unbeständig oder aus Kultur verwildert. In den Alpen steigt sie am Bernina Hospiz bis in eine Höhenlage von 2309 m. Natürliche und archäophytische Vorkommen umfassen Ost- und Mitteleuropa von Griechenland über die Ukraine bis ins Baltikum (bis Ingermanland, Estland, Südfinnland, Åland, Mittelschweden, Dänemark) und westwärts bis zum Elb- und Donaugebiet, Norditalien, auch die Türkei. Als teilweise eingebürgerter Neophyt tritt die Gemeine Ochsenzunge im westlichen Mitteleuropa, in Frankreich und in England, vereinzelt bis Schottland, auf. Kleinere neophytische Ansiedlungen finden sich in Nord- und Südamerika.
In Dänemark machte man entweder schwedische Truppen im Zweiten Nordischen Krieg (1658–1659) oder deutsche Husaren für die Einführung verantwortlich, daher der dänische Name Svenskere, Tyskere oder Husarblomst.
Die Gemeine Ochsenzunge findet sich in Grasheiden, an trockenen Acker- und Wegrändern, in Hecken, Brachen, Weinbergen, Sanddünen, auf Schutt, offenen Weiden oder Flussalluvionen.
Nach Ellenberg handelt es sich um eine Lichtpflanze, einen Wärme- und Trockniszeiger, eine Pionierpflanze warmer Tallagen sowie um eine Ordnungscharakterart wärmebedürftiger und Trockenheit ertragender zweijähriger bis ausdauernder Ruderalfluren (Onopordetalia acanthii).
Die ökologischen Zeigerwerte nach Landolt et al. 2010 sind in der Schweiz: Feuchtezahl F = 2 (mäßig trocken), Lichtzahl L = 4 (hell), Reaktionszahl R = 4 (neutral bis basisch), Temperaturzahl T = 4+ (warm-kollin), Nährstoffzahl N = 4 (nährstoffreich), Kontinentalitätszahl K = 4 (subkontinental).

## Systematik
Die Erstveröffentlichung von Anchusa officinalis erfolgte 1753 durch Carl von Linné. Synonyme von Anchusa officinalis L. sind: Anchusa angustifolia L., Anchusa officinalis subsp. angustifolia (L.) Bjelcić, Anchusa arvalis Rchb., Anchusa microcalyx Vis., Anchusa osmanica Velen.
Von Anchusa officinalis gibt es zwei Unterarten:
- Anchusa officinalis L. subsp. officinalis
- Anchusa officinalis subsp. intacta (Griseb.) Selvi & Bigazzi (Syn.: Anchusa officinalis var. intacta Griseb., Anchusa macedonica Velen., Anchusa moesiaca Velen., Anchusa officinalis var. longifolia Griseb.): Sie kommt in Bulgarien, in Griechenland, in der Ägäis und in der Türkei vor.[14]

## Verwendung und Giftigkeit
Die Gewöhnliche Ochsenzunge wurde früher als Zierpflanze, aber auch ähnlich wie Borretsch (Gattung) (Borago) als Gemüse (junge Blätter als Spinat oder Salat) angebaut. Früher wurden Pflanzenteile auch zum Gelbfärben benutzt.
Auch als Heilpflanze wurde die Gewöhnliche Ochsenzunge genutzt. Ein Auszug soll besänftigend und als Emetikum wirken. Heutzutage ist eine Verwendung zu Heilzwecken wegen der Giftigkeit der Pflanzenteile sehr selten.
Das Kraut ist in hohen Dosen giftig und wurde (schon um das Jahr 1000 vom Kloster Tegernsee, belegt im Versepos Ruodlieb) sogar als betäubender Fischköder („Buglossa-Tollköder“) genutzt. Wirkstoffe sind das toxische Pyrrolizidinalkaloid Lycopsamin und die untoxischen Stoffe Laburnin und Acetyllaburnin. Pyrrolizidinalkaloide können bei längerer Einnahme krebserzeugend wirken. Deshalb sollte die Gewöhnliche Ochsenzunge für arzneiliche Zwecke nicht mehr verwendet werden.

## Trivialnamen
Für die (Gemeine) Ochsenzunge (der alte griechisch-lateinische Name war buglossa oder buglossum, lateinisch auch lingua bovina) sind oder waren, zum Teil nur regional, auch die Bezeichnungen Achsenzunge, Ackermannskraut, Augenzier, Bauernboretsch (Schweiz), Bauernkraut, Bruderschaftsmandar (Zillertal), Gegenstoß, Hundeszunge (althochdeutsch), Hunnetunge (Göttingen), Liebäugel (Schlesien), Ochsenzunge, rot Ochsenzungenkraut, Ossentonghen (niederdeutsch), Rindeszunge, Sternblümlein, Struhnjirn (im Sinne von struppiger Georg, Küstrin), und Uissenzong (Siebenbürgen) gebräuchlich.

## Geschichte
| Jahr – Jahrhundert | Autor – Titel des Buches                                                  | Indikationsangaben | Besonderheiten                                                                                        |
| ------------------ | ------------------------------------------------------------------------- | --- | --- |
| 1. Jh.             | Dioskurides. De materia medica.                                           | Buglosson. Text: „… Dies in Wein gelegt soll heitere Stimmung bewirken.“ | |
| 1. Jh.             | Plinius. 1. Jh. Naturalis historia                                        | Buglossos. Text: „… In Wein geworfen vermehrt er die Lebensfreude und wird „euphrosynos“ genannt.“ | |
| 2. Jh.             | Galen. 2. Jh. De simplicium medicamentorum temperamentis ac facultatibus. | Buglossum. Text: „… In Wein eingelegt bewirkt es Fröhlichkeit. In Honigabkochung hilft es denen, die wegen Rauheit der Kehle husten.“ | |
| 4. Jh.             | Pseudo-Apuleius.                                                          | Herba bovis lingua … a Graecis dicitur buglossa. Indikationen: 1. Drei- und Viertagefieber. 2. Eiterungen im Körper. | |
| 11. Jh.            | Avicenna. Kanon der Medizin.                                              | Lingua bovis – Buglosso. Beseitigt „alcola“[?], die in den Kindern sind und besänftigt Entzündungen des Mundes … Es macht fröhlich, bekommt dem Herz gut, ist gut für Melancolie mit Unruhe und Herz-Zittern. | |
| 11. Jh.            | Avicenna. De viribus cordis.                                              | Lingua bovis. Macht fröhlich … Gut für das Herz … | |
| 11. Jh.            | Pseudo-Macer.                                                             | Buglossa. Treibt die verbrannte rote Colera und schwarze Colera aus, zieht schädliche Säfte aus der Lunge, nützt gegen Ischias, stärkt das Gedächtnis, macht fröhlich. | |
| 13./14. Jh.        | Deutscher Macer.                                                          | Buglossa – Ochsenzungen. Lungenerkrankung, Ischiasbeschwerden, stärkt das Gedächtnis, macht fröhlich. | |
| 14. Jh.            | Pseudo-Arnaldus de Villanova. Bewahrung und Bereitung der Wein.           | Ochsen zungen wein. Führt melancholische, colerische und verbrannte Feuchtigkeit durch den Harn aus, gut für das von Melancolie vergiftete Hirn, bringt Tobende zur Vernunft. | |
| 14. Jh.            | Pseudo-Serapion                                                           | Lingua bovis. Gegen Husten, erfreut das Herz, macht fröhlich; Flüsse von Zähnen und Zahnfleisch, „alcola“[?], Erkrankungen des Mundes bei Kindern. | |
| 14./15. Jh.        | Gabriel von Lebenstein.                                                   | Buglosa Ochsen zungen. Starr („erstiert“) unter den Augen vom Wind, mach Traurige fröhlich. | |
| 15. Jh.            | Büchlein von den ausgebrannten Wässern.                                   | Ochsenzungen wasser. Wie Rosmarin-Wasser. Zusätzlich: Zittern („schuppen“) des Haupts besonders bei Frauen. | |
| 1484               | Herbarius moguntinus.                                                     | Buglossa oschen zungen. Gegen Husten, erfreut das Herz … wie Pseudo-Serapion – unter Hinzufügung von Rezepten. | |
| 1485               | Gart der Gesundheit.                                                      | Buglossa Ochsen Zunge. Trockener Husten, macht fröhlich, Herzgespann, Geschwulst an den Füssen, macht gutes Gedächtnis, stärkt Herz und Geblüt. | |
| 1491               | Hortus sanitatis.                                                         | Buglossa. Indikationen nach Plinius, Avicenna … | |
| 1500               | Kleines Destillierbuch.                                                   | Ochsenzung. A Schnupfen des Haupts (statt „schuppen“ = Zittern wie im Büchlein von den ausgebrannten Wässern) – B Unsinnigkeit / Mania – C Gut für die Monatsblutung – D Fördert Gedächtnis und Verstand – E Kräftigt das Herz – F Gelbsucht – G Vertreibt böse Feuchtigkeit von der Lunge – H Seitenstechen – I Herz-Fieber – K Stärkt alle Organe – L Mundgeruch – M Zur Blutreinigung bei Hauterkrankungen. | Hieronymus Brunschwig unterscheidet zwischen Anchusa officinalis, Anchusa arvensis und Anchusa azurea |
| 1530               | Otto Brunfels. Herbarum vivae eicones.                                    | Wie unter „borrago“. | |
| 1532               | Otto Brunfels. Contrafeyt Kreüterbuch.                                    | Wie unter „borrago“. | |
| 1539               | Hieronymus Bock. Kreuterbuch.                                             | Ochsenzung. Herzstärkung. Bringt melancholische Menschen zur Fröhlichkeit. Reinigt das Geblüt. Äußerlich gegen Hauterkrankungen, Augenrötung und Ischiasbeschwerden. | |
| 1543               | Leonhart Fuchs. Kreuterbuch.                                              | Zam Ochsenzung, Welsch Ochsenzung. Buglossum. Herz-Stärkung. Vertreibt Ohnmacht und Traurigkeit. | |

 Historische Abbildungen

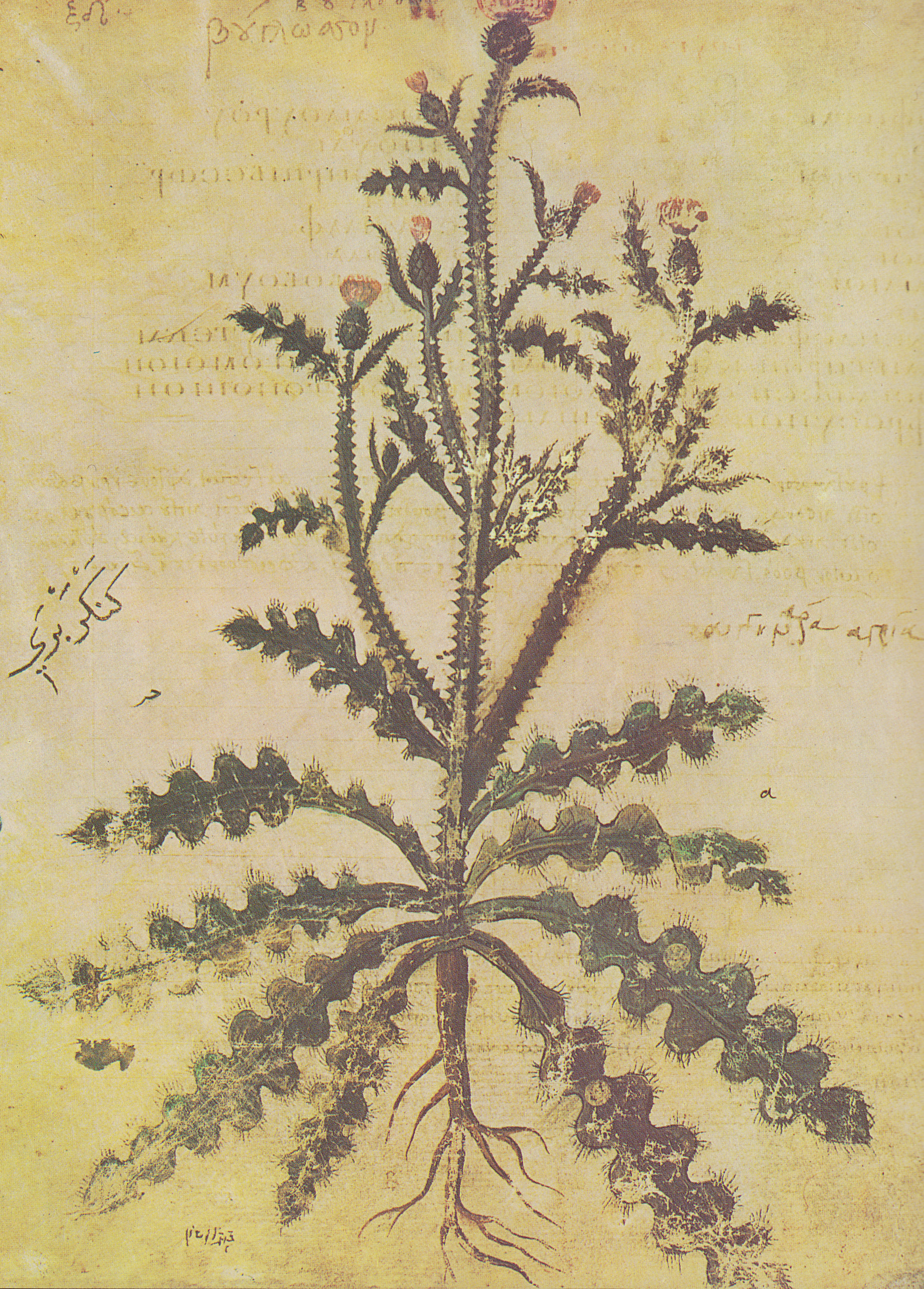
Buglossum. Wiener Dioskurides. 6. Jh.
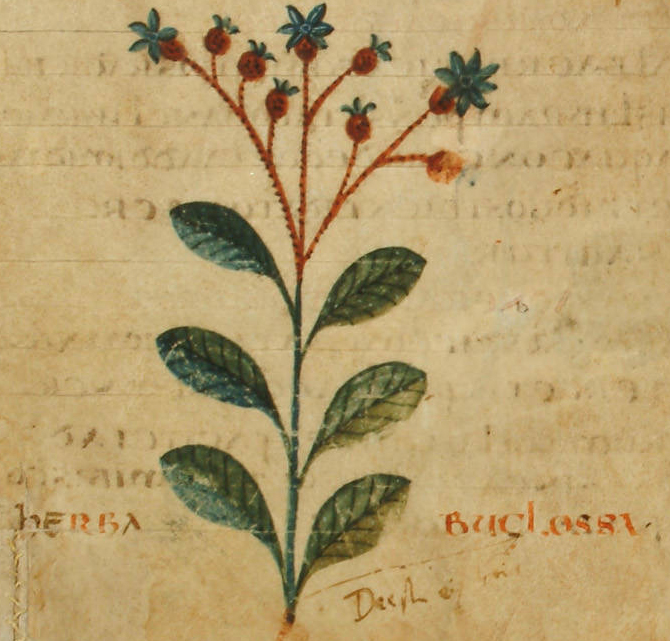
Buglossa. Pseudo-Apuleius. Leiden 6. Jh.
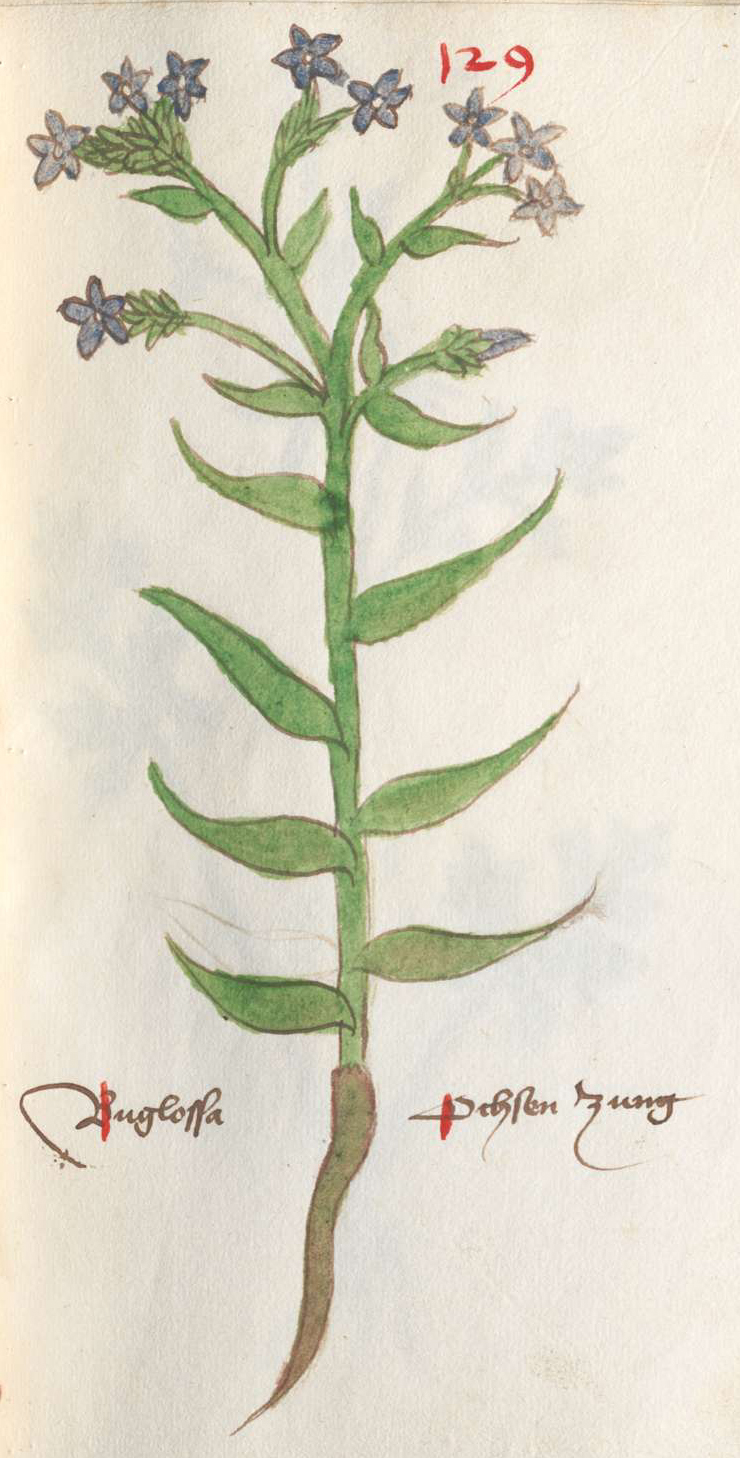
Buglossa. Vitus Auslasser. Herbarius. 1479
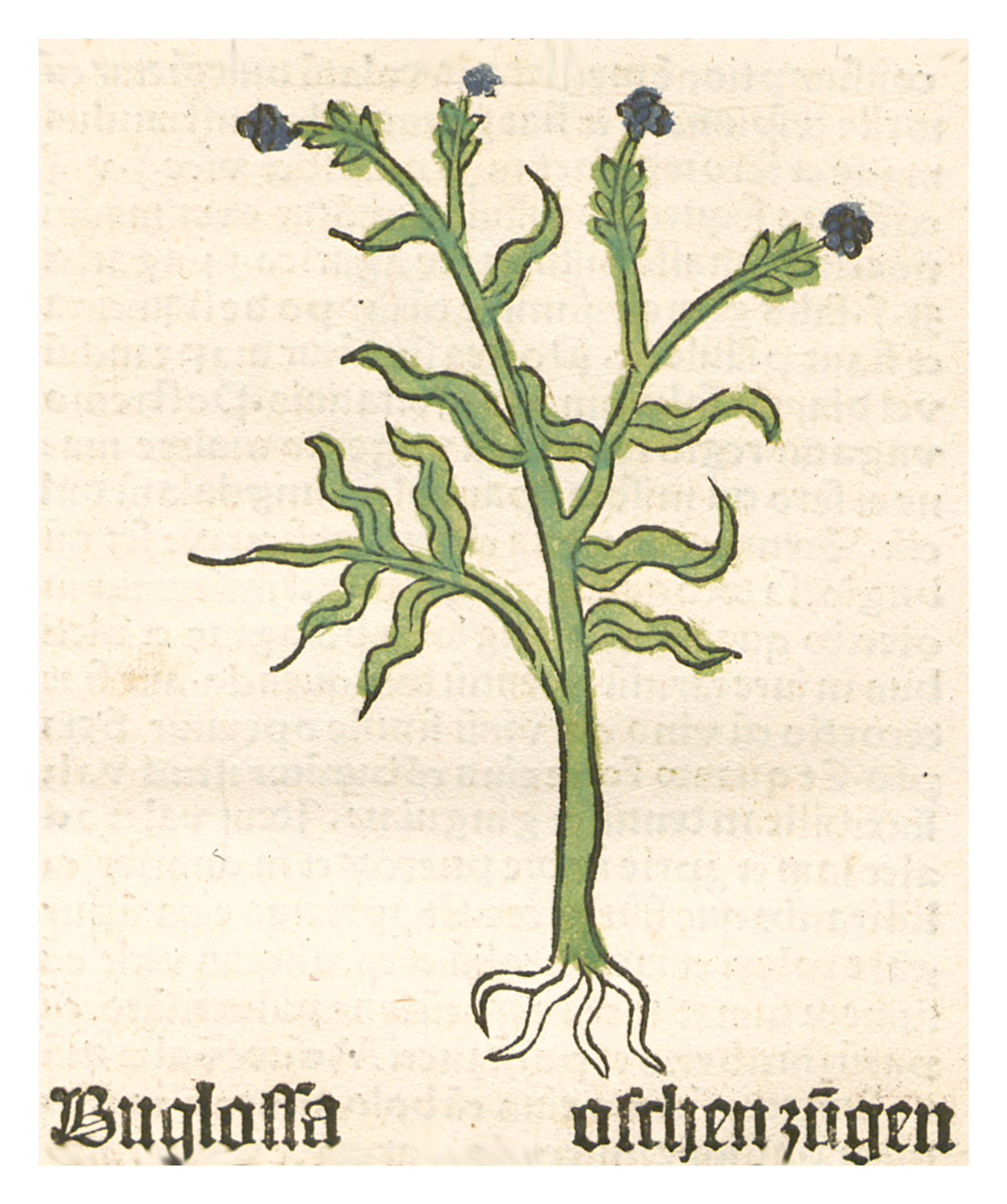
Buglossa. Herbarius moguntinus. Mainz 1484
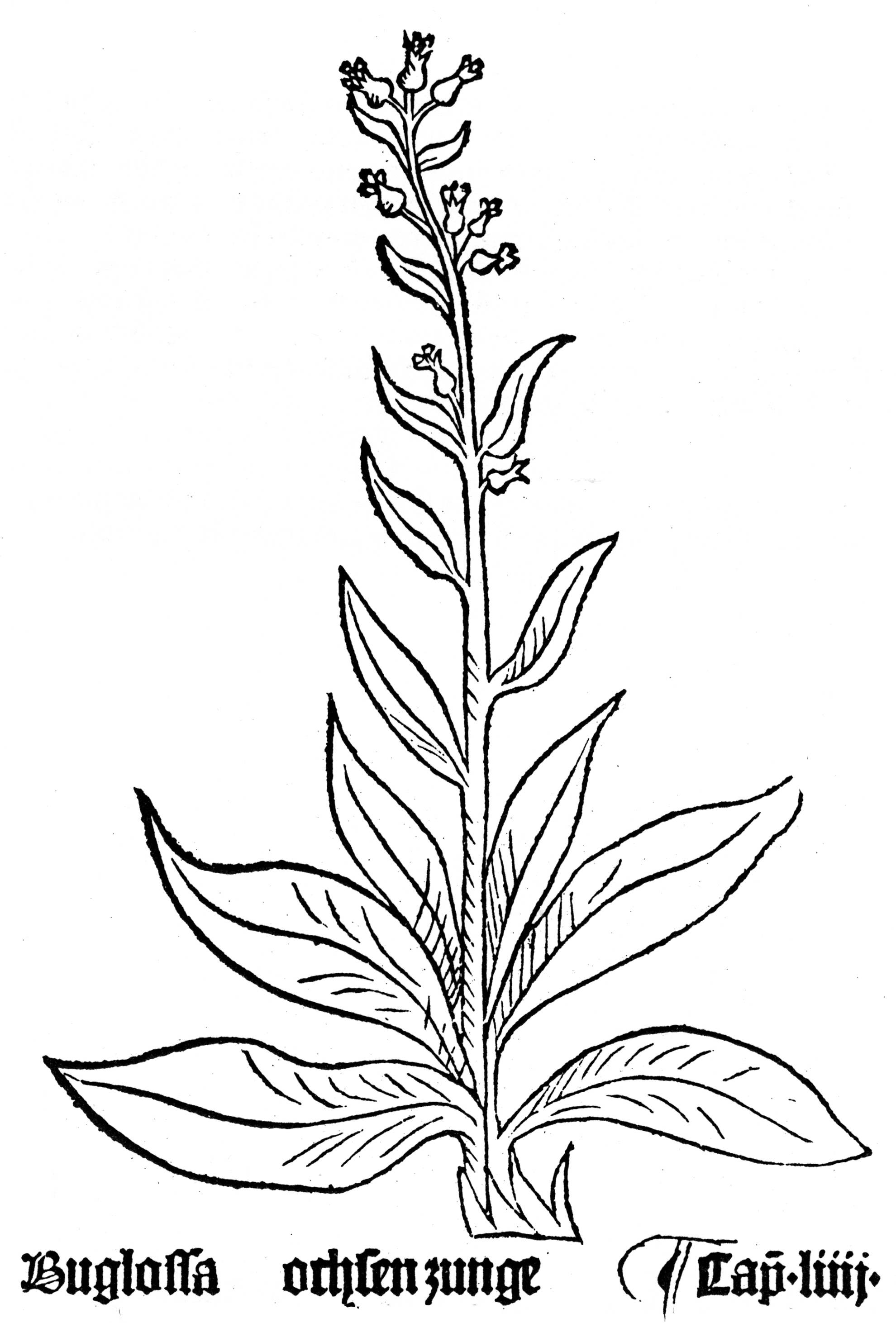
Buglossa. Gart der Gesundheit. Mainz 1485
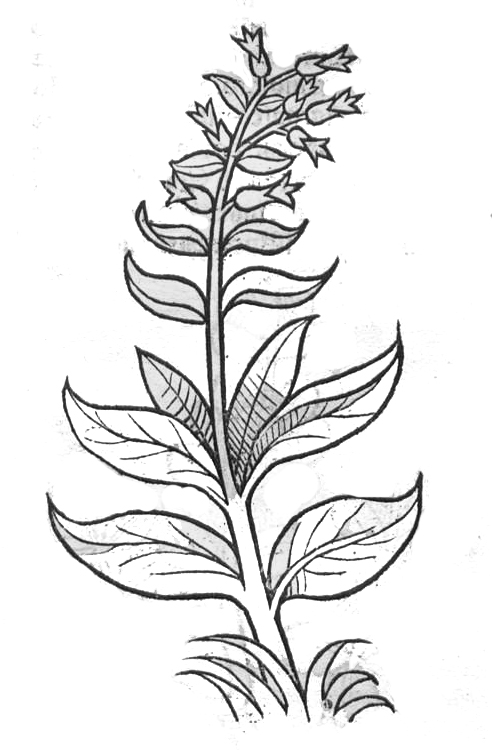
Buglossum. Hortus sanitatis. Mainz 1491
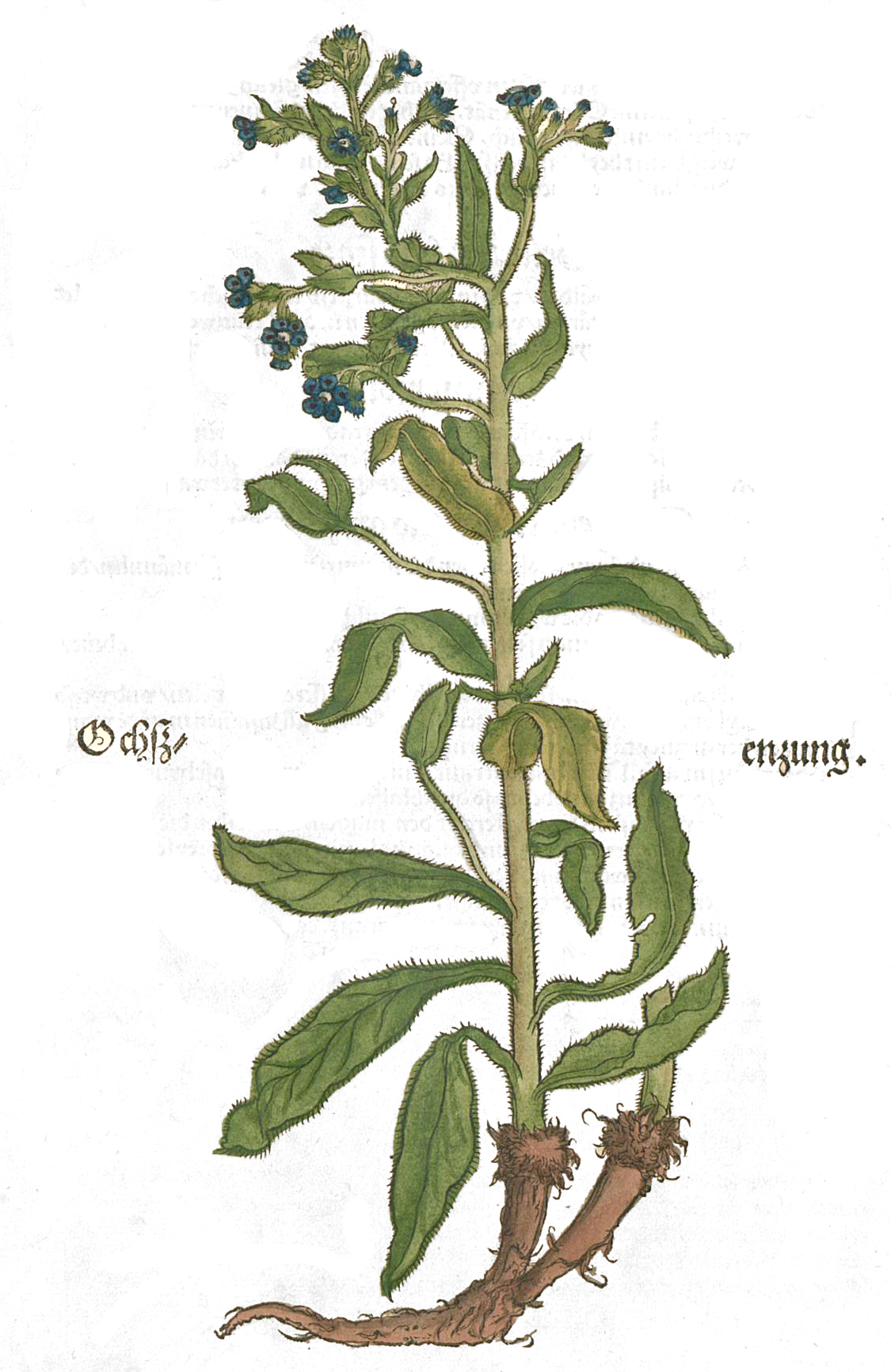
Ochsenzung. Otto Brunfels. Contrafeyt Kreüterbuch. Straßburg 1532